# 費爾湖 (北萊茵-威斯特法倫州)
51°53′17″N 8°29′0″E / 51.88806°N 8.48333°E

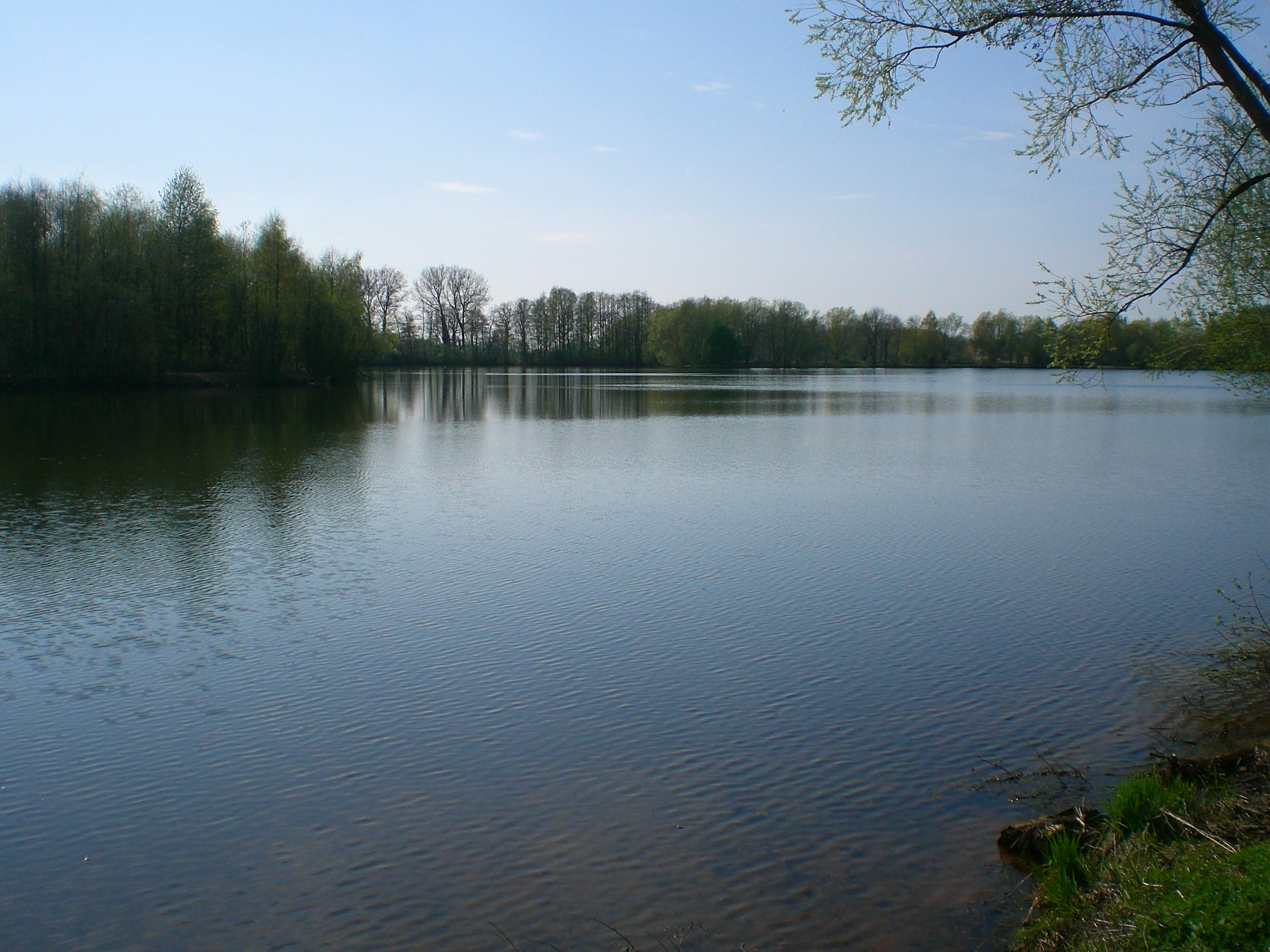

費爾湖（德語：Verler See），是德國的湖泊，位於該國西部，由北萊茵-威斯特法倫州負責管轄，處於費爾，長0.4公里、寬0.3公里，面積0.08平方公里，海拔高度86米。